# Velarifictorus maindroni
Velarifictorus maindroni är en insektsart som först beskrevs av Lucien Chopard 1969.  Velarifictorus maindroni ingår i släktet Velarifictorus och familjen syrsor. Inga underarter finns listade i Catalogue of Life.